# Ваккаро Матонти, Пьетро
Пьетро Ваккаро Матонти (итал. Pietro Vaccaro Matonti; 1803, Кампи-Салентина — 1854, Неаполь) — итальянский поэт, литературный и театральный критик.
Ученик Базилио Пуоти. В 1833 году в составе группы из пяти молодых литераторов, объединившихся вокруг Винченцо Торелли, основал еженедельник Omnibus, который должен был стать разнообразным и разносторонним изданием, призванным внести вклад в становление гражданского общества в Королевстве Обеих Сицилий; в течение первого года входил в коллегиальное руководство изданием (затем Торелли стал управлять журналом единолично). В декабре 1835 года открыл своей речью траурное собрание в Неаполе по случаю смерти Винченцо Беллини; речь опубликована отдельной брошюрой (1836) вместе с речью Торелли памяти королевы Марии Кристины. В 1836 году выступил в литературной газете La Fama с манифестарной статьёй «В Италии нет литературы» (итал. In Italia non vi è una letteratura), требовавшей от новой итальянской словесности выработки единого нового художественного языка, отвечающего современному состоянию общества. В 1842 году опубликовал составленную вместе с Франческо Рубино четырёхтомную богато иллюстрированную компиляцию «Жизнь Наполеона» (согласно аннотации, дополненную новейшими сведениями с острова Святой Елены). В 1843 году подготовил итальянское издание сборника карикатур Гранвиля «Маленькие невзгоды человеческой жизни», переведя для него сопровождающие тексты Old Nick'а.
Умер во время эпидемии холеры.